# آکیرا ماتسوناگا (بازیکن فوتبال، زاده ۱۹۴۸)
آکیرا ماتسوناگا (ژاپنی: 松永 章؛ زادهٔ ۸ اوت ۱۹۴۸) یک بازیکن فوتبال اهل ژاپن است. وی همچنین در تیم ملی فوتبال ژاپن بازی کرده است.